# Thomas J. Watson
Thomas John Watson (Campbell, Nova York, 17 de febrer de 1874 - Nova York, 19 de juny de 1956) va ser un empresari nord-americà que va exercir com a president i CEO d'IBM (International Business Machines) des de 1914 a 1956, en l'etapa del seu creixement internacional.
Watson va desenvolupar l'estil de gestió distintiu d'IBM i la cultura corporativa, i va convertir a IBM en una efectiva organització de vendes de màquines de tabulació de targetes perforades. Es convertí en un destacat industrial fet a si mateix i un dels homes més rics de la seva època. Era considerat el venedor més important del món quan va morir, l'any 1956.